# Campeonato Mundial de Judô de 1995
O Campeonato Mundial de Judô de 1995 foi a 19° edição do Campeonato Mundial de Judô, realizada em Chiba, Japão, em 28 de setembro a 1 de outubro de 1995.

## Medalhistas

### Masculino
| Evento | Ouro              | Prata               | Bronze                             |
| ------ | ----------------- | ------------------- | ---------------------------------- |
| 60 kg  | Nikolai Ojeguine  | Georgi Vazagashvili | Ryuji Sonoda Natik Bagirov         |
| 65 kg  | Udo Quellmalz     | Yukimasa Nakamura   | Bektaş Demirel Kim Dae-Ik          |
| 71 kg  | Daisuke Hideshima | Kwak Dae-Sung       | Diego Brambilla Jimmy Pedro        |
| 78 kg  | Toshihiko Koga    | Shay-Oren Smadja    | Djamel Bouras Patick Reiter        |
| 86 kg  | Jeon Ki-Young     | Hidehiko Yoshida    | Nicolas Gill Oleg Maltsev          |
| 95 kg  | Paweł Nastula     | Dmitri Sergeyev     | Stéphane Traineau Shigeru Okaizumi |
| +95 kg | David Douillet    | Frank Möller        | David Khakhaleishvili Naoya Ogawa  |
| Aberto | David Douillet    | Sergey Kossorotov   | Shinichi Shinohara Selim Tataroğlu |

### Feminino
| Evento | Ouro                 | Prata            | Bronze                                    |
| ------ | -------------------- | ---------------- | ----------------------------------------- |
| 48 kg  | Ryoko Tamura         | Li Aiyue         | Amarilis Savón Małgorzata Roszkowska      |
| 52 kg  | Marie-Claire Restoux | Carolina Mariani | Legna Verdecia Sharon Rendle              |
| 56 kg  | Driulis González     | Jung Sun-Yong    | Danielle Zangrando Filipa Cavalleri       |
| 61 kg  | Jung Sung-Sook       | Jenny Gal        | Gella Vandecaveye Cathérine Fleury-Vachon |
| 66 kg  | Cho Min-Sun          | Odalis Revé      | Aneta Szczepańska Liliko Ogasawara        |
| 72 kg  | Diadenis Luna        | Ulla Werbrouck   | Tetyana Belajeva Yoko Tanabe              |
| +72 kg | Angelique Seriese    | Ying Zhang       | Daima Beltrán Shon Hyun-Me                |
| Aberto | Monique van der Lee  | Sun Fuming       | Lee Hyun-Kyung Estela Rodríguez           |

### Quadro de Medalhas
| Ordem | País           | Medalha de ouro | Medalha de prata | Medalha de bronze | Total |
| ----- | -------------- | --------------- | ---------------- | ----------------- | ----- |
| 1     | Japão          | 3               | 2                | 5                 | 10    |
| 2     | Coreia do Sul  | 3               | 2                | 3                 | 8     |
| 3     | França         | 3               | 0                | 3                 | 6     |
| 4     | Cuba           | 2               | 1                | 4                 | 7     |
| 5     | Países Baixos  | 2               | 1                | 0                 | 3     |
| 6     | Rússia         | 1               | 2                | 1                 | 4     |
| 7     | Alemanha       | 1               | 1                | 0                 | 2     |
| 8     | Polónia        | 1               | 0                | 2                 | 3     |
| 9     | China          | 0               | 3                | 0                 | 3     |
| 10    | Bélgica        | 0               | 1                | 1                 | 2     |
| 10    | Geórgia        | 0               | 1                | 1                 | 2     |
| 12    | Argentina      | 0               | 1                | 0                 | 1     |
| 12    | Israel         | 0               | 1                | 0                 | 1     |
| 14    | Turquia        | 0               | 0                | 2                 | 2     |
| 14    | Estados Unidos | 0               | 0                | 2                 | 2     |
| 16    | Áustria        | 0               | 0                | 1                 | 1     |
| 16    | Bielorrússia   | 0               | 0                | 1                 | 1     |
| 16    | Brasil         | 0               | 0                | 1                 | 1     |
| 16    | Canadá         | 0               | 0                | 1                 | 1     |
| 16    | Grã-Bretanha   | 0               | 0                | 1                 | 1     |
| 16    | Itália         | 0               | 0                | 1                 | 2     |
| 16    | Portugal       | 0               | 0                | 1                 | 1     |
| 16    | Ucrânia        | 0               | 0                | 1                 | 1     |